# 千代站
- 關於岡山縣的姬新線車站，請見「美作千代站」。
- 關於福岡縣的福岡市地下鐵箱崎線車站，請見「千代縣廳口站」。

千代站（日语：／ Chiyo eki */?）是位於長野縣飯田市千榮732號，東海旅客鐵道（JR東海）的飯田線車站。

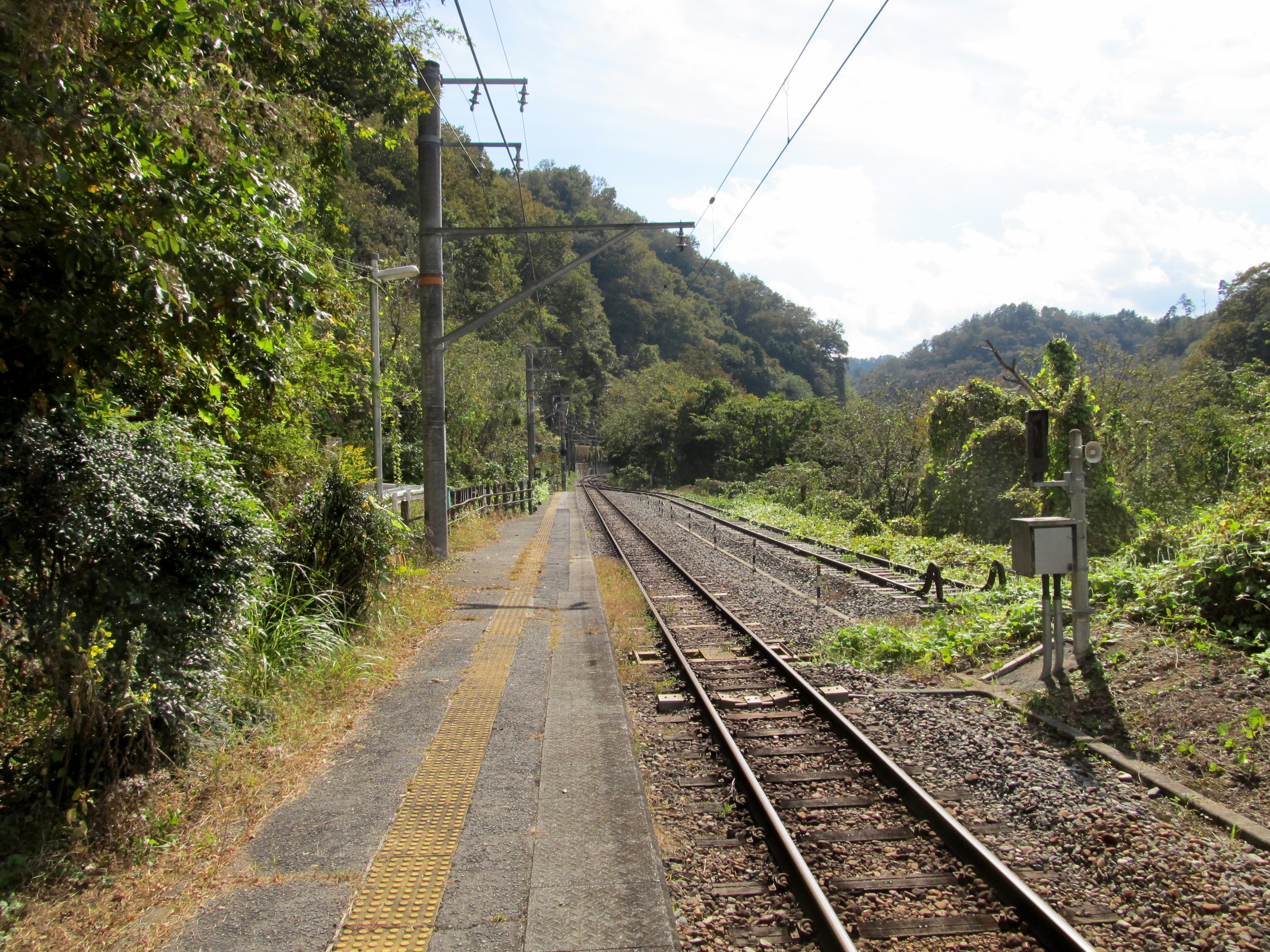
月台(2022年10月)

部分普通列車通過此站。

## 歷史
- 1932年（昭和7年）10月30日：三信鐵道（日语：三信鉄道）門島站至天龍峽站之間開通，此站啟用（千代停留場）[1]。為旅客車站。
- 1943年（昭和18年）8月1日 - 三信鐵道被國有化，成為飯田線的一部分。同時升級至車站，名為千代站。
  - 當時，此站只可來往東海道本線濱松至名古屋之間各站，飯田線各站和中央本線上諏訪至鹽尻之間各站和松本站的乘客使用。
- 1952年（昭和27年）12月2日 - 廢除旅客車站的限制。
- 1953年（昭和28年）4月1日 - 開始貨物起卸業務，變為一般車站。
- 1966年（昭和41年）12月20日 - 終止貨物起卸業務，變為旅客車站。
- 1987年（昭和62年）4月1日 - 伴隨國鐵分割民營化，車站由東海旅客鐵道（JR東海）營運。
- 2013年（平成25年）
  - 9月 - 受到颱風萬宜影響，平岡站至天龍峽站之間暫停營業，使用巴士代行。
  - 10月10日 - 天龍峽站至平岡站之間重開。

## 車站構造
車站是一座地面車站，設有1面1線單式月台。
此站由飯田站管理的無人車站。此站沒有車站大樓，月台上設有候車室。
在1966年前，於車站南邊設有砂石場，以採集天龍川的]礫石，並使用敞車運走。此站設有專用線分支前往該處。

## 使用狀況
根據「飯田市統計書」，以下為1日平均乘車人次列表：
| 年度 | 1日平均 乘車人次 |
| ---- | ---------------- |
| 2003 | 7                |
| 2004 | 9                |
| 2005 | 5                |
| 2006 | 5                |
| 2007 | 4                |
| 2008 | 6                |
| 2009 | 4                |
| 2010 | 3                |
| 2011 | 3                |
| 2012 | 2                |
| 2013 | 2                |
| 2014 | 2                |
| 2015 | 1                |
| 2016 | 2                |
| 2017 | 2                |

## 車站周邊
此站是秘境車站，在JR東海的小冊子和車內廣告中以提及此站是秘境車站。但是車站周邊設有民居。民居對面（天龍川一方）設有田地，如在該處前往此站，需要越過沒有遮斷機和警報機的平交道。在站前設有上蓋的單車停泊處。
- 天龍川[1]

## 相鄰車站
東海旅客鐵道（JR東海）
 飯田線
■快速（只有上行班次）、■普通（部分下行列車通過此站）
唐笠－金野（※）－千代－天龍峽
（※）部分普通列車不停金野站。

## 注腳
1. 1 2 3 4 5 6 7 8 9 10 11  信濃毎日新聞社出版部. . 信濃毎日新聞社. 2011-07-24: 224. ISBN 9784784071647.